# Chuyến bay 587 của American Airlines
Chuyến bay 587 của American Airlines là một chuyến bay quốc tế thường xuyên theo lịch trình từ sân bay quốc tế John F. Kennedy ở New York đến sân bay quốc tế Las Américas ở Santo Domingo, thủ đô của nước cộng hoà Dominican. Vào ngày 12 tháng 11 năm 2001, chiếc Airbus A300B4-605R đang bay trên chuyến này đã gặp phải sự cố ngay sau khi cất cánh vào khu phố cảng Harbor của Queens, một quận của New York. Tất cả 260 người trên máy bay (251 hành khách và 9 thành viên phi hành đoàn) đã thiệt mạng, cùng với 5 người dưới mặt đất. Vụ tai nạn xảy ra chỉ 2 tháng và 1 ngày sau khi vụ khủng bố 11/9 xảy ra tại Trung tâm Thương mại Thế giới ở Manhattan. 

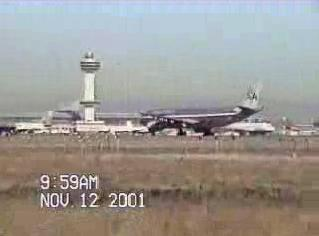
Chuyến bay 587 chỉ 3 phút trước khi vụ tai nạn

## Máy bay và tai nạn

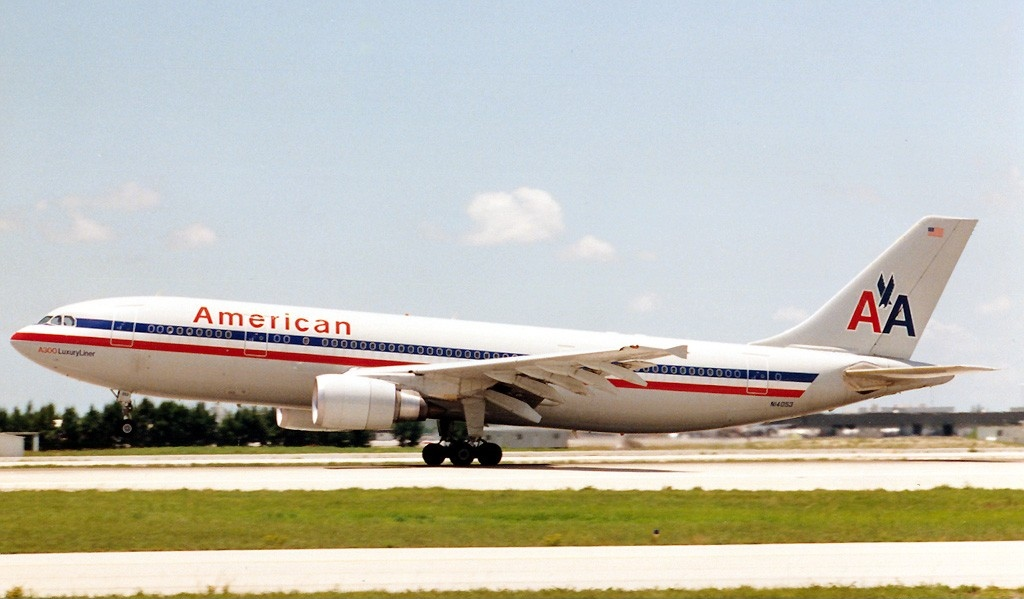
Chiếc máy bay gặp nạn tại Miami năm 1989

Chiếc Airbus A300B4-605R với số đăng ký N14053 được giao cho American Airlines vào năm 1988. Máy bay có cấu hình chỗ ngồi 2 hạng không gian cho 251 hành khách trong ngày xảy ra tai nạn. Máy bay được trang bị động cơ General Electric CF6-80C2A5. Trên máy bay có 9 thành viên phi hành đoàn, cơ trưởng Ed States (42 tuổi), cơ phó Sten Molin và 7 thành viên phi hành đoàn, 251 hành khách. Chiếc Airbus A300 đi vào đường băng 31L phía sau chiếc Boeing 747-400 của Japan Airlines. Khi chuyến bay JAL cất cánh, tháp không lưu cảnh báo các phi công chuyến bay 587 về nguy hiểm tiềm ẩn từ 747.

Lúc 9:13:18, A300 chuẩn bị cất cánh, rời đường băng lúc 9:14:29, khoảng 1 phút 40 giây sau chuyến bay của JAL. Sau khi cất, máy bay leo lên độ cao 500 ft (tức 150m) so với mặt nước biển trung bình (msl) và sau đó rẽ trái leo lên một tiêu đề 220°. Lúc 9:15, phi công đã liên lạc với trạm kiểm soát không lưu, thông báo rằng chiếc máy bay đang ở độ cao 1300 ft (tức 400m) và leo lên 500 ft (tức 1,5 km). Trạm kiểm soát không lưu đã hướng dẫn và cho máy bay lên cao và duy trì 13000 ft (tức 4 km). Dữ liệu từ máy ghi dữ liệu chuyến bay (FDR) cho thấy các sự kiện dẫn đến vụ tai nạn bắt đầu lúc 9:15:36, khi máy bay gặp phải luồng khí xoáy nhiễu động từ chuyến bay JAL. Để đối phó với sự hỗn loạn, cơ phó xen kẽ giữa việc di chuyển bánh lái từ trái sang phải và quay lại liên tiếp trong ít nhất 20 giây, cho đến 9:15:56, gây ra các vấu gắn bộ ổn định dọc và bánh lái đã thất bại. Đuôi đứng của máy bay hỏng và gãy ra, chiếc máy bay rơi xuống, hướng thẳng về cảng Belle. Khi các phi công vật lộn để điều khiển máy bay, nó đã rơi vào vòng xoáy phẳng. Vận tốc khi rơi quá nhanh đã khiến cả hai động cơ văng ra khỏi máy bay vài giây trước khi nó chạm mặt đất và phát nổ.Toàn bộ 251 hành khách và 9 phi hành đoàn đều tử vong. Cơ phó Sten Molin cứ rudder liên tục làm cho máy bay sập xuống đất và rơi ngay sau đó . 

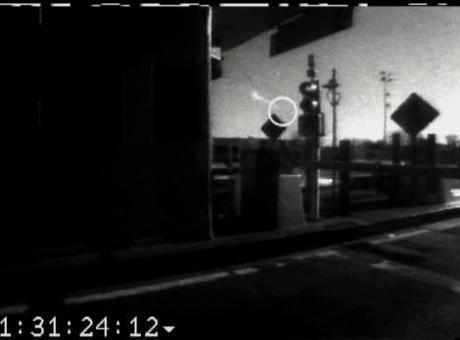
Chuyến bay 587 (vòng tròn trắng), rơi xuống với một vệt trắng phía sau máy bay. Bức ảnh là một đoạn trích video do National Transportation Safety Board (NTSB) phát hành, ghi lại bởi camera trạm thu phí đặt trên Cầu tưởng niệm Marine Parkway, Gil Gilges.